# American Falls (Idaho)
American Falls é uma cidade localizada no estado americano de Idaho, no Condado de Power.

## Demografia
Segundo o censo americano de 2000, a sua população era de 4111 habitantes. 
Em 2006, foi estimada uma população de 4225, um aumento de 114 (2.8%).

## Geografia
De acordo com o United States Census Bureau tem uma área de 
4,0 km², dos quais 4,0 km² cobertos por terra e 0,0 km² cobertos por água. American Falls localiza-se a aproximadamente 1447 m acima do nível do mar.

## Localidades na vizinhança
O diagrama seguinte representa as localidades num raio de 36 km ao redor de American Falls. 